# José Luis Mateos
José Luis Mateos Trigos (Ciudad de México, 13 de julio de 1961) es un físico teórico que trabaja en la Universidad Nacional Autónoma de México (UNAM), realizando investigaciones sobre sistemas complejos, ciencia de redes y física estadística.

## Biografía
Nacido en la Ciudad de México, obtuvo su doctorado en física por la Universidad Nacional Autónoma de México (UNAM) con una tesis sobre sismos y ondas sísmicas, en particular la respuesta sísmica del Valle de México durante el terremoto de septiembre de 1985.
Posteriormente realizó una estancia postdoctoral como profesor visitante en el Departamento de Física de la Universidad del Nordeste. Allí comenzó a trabajar en dinámica no lineal y caos. De regreso en México, continuó sus investigaciones en física interdisciplinaria y estadística y dinámica no lineal en el departamento de sistemas complejos del Instituto de Física de la UNAM.
Más específicamente su investigación se centra en transporte en sistemas caóticos no lineales con o sin ruido (ratchets) y motores brownianos. Más tarde, comenzó a trabajar en difusión anómala y vuelos de Lévy en física y biología. Más recientemente, se ha interesado en la ciencia de redes, realizando investigaciones sobre los caminos aleatorios de Lévy en redes.
Fue nombrado miembro de la Academia Mexicana de Ciencias en 1998. Recibió el Premio Jorge Lomnitz en 2002 y obtuvo la beca Alexander von Humboldt por sus investigaciones en Alemania en 2003. Es Miembro de la Comisión C3 de Física Estadística de la Unión Internacional de Física Pura y Aplicada (IUPAP).

## Publicaciones seleccionadas
- JL Mateos, J. Flores, O. Novaro, TH Seligman y JM Álvarez-Tostado. Modelos de respuesta resonante para el Valle de México-II; el atrapamiento de ondas P horizontales . En Revista Geofísica Internacional, 1993. Vol. 113, págs. 449–462.
- G. García-Calderón, JL Mateos y M. Moshinsky. Espectros resonantes y evolución temporal de las probabilidades de supervivencia y de no escape . En Physical Review Letters, 1995. Vol. 74, págs. 337–340.
- José L. Mateos. Transporte caótico e inversión de corriente en trinquetes deterministas . En Physical Review Letters, 2000. Vol. 84, págs. 258–261.
- Gabriel Ramos Fernández, José L. Mateos, Octavio Miramontes, Germinal Cocho, Hernán Larralde y Bárbara Ayala Orozco. Patrones de caminata de Lévy en los movimientos de alimentación de los monos araña (Ateles geoffroyi), en Ecología del comportamiento y sociobiología, 2004. Vol. 55 (Número 3), págs. 223–230.
- Marcin Kostur, Peter Hänggi, Peter Talkner y José L. Mateos. Sincronización anticipada en trinquetes inerciales acoplados con retroalimentación retardada en el tiempo: un estudio numérico, en Physical Review E, 2005. Vol. 72, 036210.
- Denis Boyer, Gabriel Ramos-Fernández, Octavio Miramontes, José L. Mateos, Germinal Cocho, Hernán Larralde, Humberto Ramos y Fernando Rojas. La búsqueda de alimento sin escamas por parte de los primates surge de su interacción con un entorno complejo . En Actas de la Royal Society B, 2006. Vol. 273, 1743-1750.
- Alejandro V. Arzola, Karen Volke-Sepúlveda y José L. Mateos. Control experimental del transporte y las inversiones de corriente en un trinquete oscilante óptico determinista, en Physical Review Letters, 2011. Vol. 106, Número 16, 168104.
- Riascos y José L. Mateos. Navegación de largo alcance en redes complejas utilizando paseos aleatorios de Lévy . En Physical Review E, 2012. Vol. 86, Número 5, 056110.
- AP Riascos y José L. Mateos. Dinámica fraccional en redes: aparición de difusión anómala y vuelos de Lévy . En Physical Review E, 2014. Vol. 90, Número 3, 032809.